# Почтовые индексы в Туркменистане
Почтовые индексы в Туркменистане представляют собой систему шестизначных кодов, которая была унаследована со времён СССР и распространена в почтовом обслуживании на территории современного Туркменистана.

## Описание
Система почтовых индексов не претерпела существенных изменений: первые три цифры индекса примерно соответствуют области, следующие три — номеру почтового отделения в ней. Нечёткое соответствие вызвано менявшимся территориальным делением республики с момента введения индексов (1970 год).

## Регионы и коды
| Первые цифры индекса | регион                                               |
| -------------------- | ---------------------------------------------------- |
| 744                  | Ашхабад                                              |
| 745                  | Ахалский велаят Балканский велаят Марыйский велаят   |
| 746                  | Марыйский велаят Дашогузский велаят Лебапский велаят |